# Авенале (Мачерата)
Авенале (итал. Avenale) насеље је у Италији у округу Мачерата, региону Марке.
Према процени из 2011. у насељу је живело 266 становника. Насеље се налази на надморској висини од 528 м.